# Eilema meloui
Eilema meloui är en fjärilsart som beskrevs av De Toulgoët 1956. Eilema meloui ingår i släktet Eilema och familjen björnspinnare. Inga underarter finns listade i Catalogue of Life.